# Bardo Górne
Bardo Górne – część wsi Bardo w Polsce położona w województwie świętokrzyskim, w powiecie kieleckim, w gminie Raków.
W latach 1975–1998 miejscowość położona była w województwie kieleckim.

## Historia
W wieku XIX wymieniane jako: Bardo Dolne, wieś i folwark. Bardo Górne wieś, i Bardo-plebania, wieś kościelna w powiecie opatowskim, gminie Rembów (obecnie są to administracyjne części miejscowości Bardo).